# غيردا الكسندر
غيردا الكسندر (بالألمانية: Gerda Alexander)‏ (و. 1908 – 1994 م) هي عالمة نفس، وفيلسوفة، ومُدرسة من ألمانيا، والدنمارك، توفيت عن عمر يناهز 86 عاماً.